# Brewster XA-32
Il Brewster XA-32 era un monomotore ad ala media destinato al ruolo di cacciabombardiere in picchiata sviluppato dall'azienda statunitense Brewster Aeronautical Corporation e rimasto allo stadio di prototipo.

## Storia del progetto
Lo stato maggiore dell'United States Army Air Corps, influenzato dai successi ottenuti dai cacciabombardieri tedeschi nelle prime fasi della seconda guerra mondiale, emise la specifica MX-136 relativa all'acquisizione di un velivolo monoposto da attacco in picchiata. In risposta alla specifica l'ufficio tecnico della ditta Brewster Aeronautical Corporation, elaborò la proposta Brewster P-2. L'ordine per la produzione di due prototipi venne emesso nel 1941, ed al loro sviluppo fu assegnato l'ingegnere R. D. MacCart. A causa dell'impegno della ditta nella produzione su licenza dei caccia Chance Vought F4U Corsair per l'US Navy e dei cacciabombardieri Bermuda Mk.I destinati alla Royal Air Force la capacità produttiva dell'azienda era completamente satura. Il programma P-2 andò avanti con bassa priorità fino al 1942, quando iniziò la costruzione dei due prototipi, designati XA-32. Nello stesso periodo la North American iniziò la costruzione dei prototipi del velivolo rivale, designato A-36 Apache.

## Tecnica
Il Brewster XA-32 era un monoplano, monomotore, monoposto, dalla struttura interamente metallica, in duralluminio. L'ala era in posizione mediana, posizionata in corrispondenza della cabina di pilotaggio, che ospitava il pilota. I piani di coda erano di tipo classico con gli stabilizzatori orizzontali situati alla base della deriva.
Il carrello d'atterraggio era di tipo triciclo posteriore, dotato di larga carreggiata per migliorare la fase di atterraggio. Le gambe principali si ritraevano all'interno della struttura alare con movimento laterale diretto verso l'interno, mentre il ruotino di coda, sterzabile, rimaneva all'esterno.
Il propulsore impiegato era un radiale Pratt & Whitney R-2800-37 Double Wasp  a 18 cilindri a doppia stella, raffreddato ad aria. La potenza erogata era pari a 2 100 hp (1 566 kW), ed azionava un'elica quadripala metallica a passo variabile in volo.
L'armamento difensivo si basava su otto mitragliatrici Browning M2 calibro .50 in (12,7 mm) posizionate quattro per semiala. Il carico offensivo massimo trasportabile all'interno della stiva ventrale era pari a 450 kg, mentre in caso di emergenza si potevano trasportare sotto le ali due bombe da 454 kg. Sul secondo prototipo l'armamento venne modificato con l'installazione di quattro cannoni Hispano da 20 mm con 480 colpi complessivi, mentre il carico massimo di bombe trasportabile era pari a 1 360 kg.

## Impiego operativo
Il primo prototipo (matricola s/n 42-13568) volò per la prima volta il 22 maggio 1943, due anni dopo l'ordine di costruzione. I primi voli confermarono la bontà della realizzazione, e le prestazioni del velivolo si dimostrarono quasi del tutto corrispondenti alla specifica originale. Purtroppo a causa della scarsa potenza dell'unità motrice installata l'aereo si rivelo sottopotenziato. La velocità massima registrata, con velivolo scarico, fu pari a 449 km/h (279 mph), ma appena fu installato l'armamento interno ed esterno tale valore calò drasticamente. In più al raggiungimento della velocità massima si manifestarono gravi fenomeni di buffetting. Purtroppo a causa della caotica gestione societaria dell'epoca non si riuscì ad ovviare ai problemi emersi, e ciò fu aspramente criticato dal Congresso americano. Il fallimento del programma XA-32 comportò anche la fuoriuscita della Brewster Aeronautical Corporation dalla produzione di aerei. Tutti e due i prototipi realizzati furono demoliti.

## Versioni
- XA-32: primo prototipo (matricola s/n 42-13568)
- XA-32A: secondo prototipo (matricola s/n 42-13569) armato con 4 cannoni alari Hispano da 20 mm con 120 colpi per arma.[2]

### Periodici
- Nico Sgarlato, Gli aerei da attacco Brewster, in Aerei nella Storia, No.74, ottobre/novembre 2010,  pp. 27-33, ISSN 1591-1071 (WC · ACNP).
- (EN) Anson McCullough, Grind 'Em Out Ground Attack: The Search for the Elusive Fighter Bomber, in Wings, vol. 25, No.4, agosto 1995,  p. 18.